# Tom Forsyth
Thomas "Tom" Forsyth (født 23. januar 1949 i Glasgow, Skotland, død 14. august 2020) var en skotsk fodboldspiller (midterforsvarer) og manager.
Forsyth tilbragte hele sin karriere i hjemlandet, hvor han repræsenterede henholdsvis Motherwell og Rangers. I sin tid hos Rangers var han med til at vinde tre skotske mesterskaber og fire FA Cup-titler.
Forsyth spillede desuden 22 kampe for det skotske landshold. Hans første landskamp var et opgør mod Danmark 9. juni 1971, hans sidste en VM-kamp 11. juni 1978 mod Holland.
Forsyth repræsenterede sit land ved VM i 1978 i Argentina. Her spillede han samtlige skotternes tre kampe, men kunne ikke forhindre at holdet blev slået ud efter det indledende gruppespil.

## Titler
Skotsk mesterskab
- 1975, 1976 og 1978 med Rangers

Skotsk FA Cup
- 1973, 1976, 1978 og 1981 med Rangers

Skotsk Liga Cup
- 1976 og 1978 med Rangers